# Hambruna en Bengala de 1943
La hambruna de Bengala de 1943 fue una de las varias hambrunas ocurridas en la provincia de Bengala, una división de la India durante la administración de la Corona británica. Se estima que entre 1,5 millones (estimación minimalista) y más de 3 millones (cifra maximalista) de bengalíes fallecieron de desnutrición y las causas derivadas durante ese periodo. La hambruna de Bengala fue una hambruna de guerra ocasionada en el contexto de la Segunda Guerra Mundial, en que una combinación de factores como la invasión japonesa de Birmania, la hiperinflación y la desviación de exportaciones de alimentos de Bengala para los soldados del Imperio británico al frente causaron la devastación de la región.

## Causas
El Reino Unido había sufrido una derrota desastrosa en la batalla de Singapur en 1942 contra el ejército japonés, que luego procedió a invadir Birmania en el mismo año. Birmania era el mayor exportador mundial de arroz en el período de entreguerras, los británicos habían fomentado la producción de los pequeños agricultores de Birmania, que se tradujo en un virtual monocultivo en el delta del Irawadi y Arakán Para 1940 el 15% del arroz consumido en India provenía de Birmania, mientras que en Bengala la proporción era ligeramente superior, dada la proximidad de la Provincia con Myanmar.
Parece improbable, sin embargo, que estas importaciones puedan haber ascendido a más del 20% del consumo de Bengala, y esto por sí solo es insuficiente para producir la hambruna, aunque se asegura que hubo menos reservas con que contar. Las autoridades británicas temían una posterior invasión japonesa de la India británica a la región de Bengala (ver Raj Británico), y medidas de emergencia fueron introducidas para garantizar las existencias de alimentos destinados a los soldados británicos y para impedir a los japoneses el acceso a las reservas en caso de invasión. 
Una política de tierra quemada se llevó a cabo en la región de Chittagong, la más cercana de la frontera birmana. Su objetivo era negar a los invasores japoneses el acceso a suministros de alimentos, transporte y otros recursos. En particular, el ejército confiscó muchos barcos (y los vehículos de motor, carros y elefantes), por miedo a que los japoneses avanzaran a una gran velocidad hacia la India, pero eran los barcos que los habitantes utilizaban para la pesca, cuyos productos aportaban al mercado. El ejército no distribuyó raciones para sustituir el pescado.
Al mismo tiempo, se transportaron grandes cantidades de arroz en la India central para alimentar las tropas británicas e indias, así como Ceilán, que era en gran parte dependiente del arroz birmano durante el período de la preguerra y donde habían reunido muchas tropas temiendo una invasión japonesa en la isla.
El 16 de octubre de 1942, toda la costa oriental de Bengala y Orissa fue golpeada por un ciclón. Una enorme área de cultivo de arroz hasta cuarenta millas de la costa se inundó, causando que la cosecha de otoño en esas áreas se perdiera. Esto significó que los campesinos tenían que comer de sus excedentes, y la semilla que se había plantado en el invierno de 1942-1943 había sido consumida por el tiempo de calor que empezó en mayo de 1943.
Sin embargo, señaló el economista y Premio Nobel Amartya Sen, se considera que no había escasez global de arroz en Bengala en 1943: la disponibilidad era algo mayor que en 1941, cuando no había hambre. En parte fue esto lo que condicionó la lenta respuesta oficial al desastre, ya que no había habido pérdidas de cosechas y, por lo tanto, el hambre era inesperado. Una de sus causas fundamentales, sostiene Sen, estaba en los rumores de la escasez que provocaron el acaparamiento y la inflación de los precios causada por la rápida demanda en tiempo de guerra que hizo que las partidas de arroz fueran una excelente inversión (los precios ya se habían duplicado respecto al año anterior). En la interpretación de Sen, mientras que los campesinos propietarios de tierras en donde creció el arroz y los que trabajaban en las industrias de las zonas urbanas y en los muelles vieron cómo sus salarios se elevaban, se condujo a un cambio desastroso en los derechos de intercambio de grupos como los campesinos sin tierra, pescadores, barberos, descascarilladores de arroz y otros grupos que encuentran que el valor real de sus salarios había sido recortado por dos tercios desde 1940.  Churchill impidió aliviar la carga a la India, y la aumentó, las industrias indias fueron reconvertidas para ayudar en la manufactura de armas y uniformes a las tropas en África y la frontera con Japón. Esto dejó sin industrias de primera necesidad a las grandes ciudades Indias, lo que, sumado a un aumento en los envíos de granos, provocó el colapso. Al estar las fábricas ocupadas en armamentos, bienes como herramientas agrícolas y ganaderas estaban en escasez. Esto contrajo la producción agrícola y, al no poder entregar la cantidad de grano que los Británicos pedían producir, los terratenientes indios entregaron los almacenes de comida locales. Al haber menos grano disponible en los comercios, el precio se duplicó mientras los sueldos con el esfuerzo de guerra se congelaron por 5 años. Esto causó que, hasta finales de 1944, millones de personas murieran en la peor hambruna de la India del siglo XX. En pocas palabras, a pesar de que en Bengala había suficiente arroz y otros granos para alimentarse, las políticas de guerra británicas evitaron el acceso general a los alimentos, y en las zonas donde la gente que sí tuvo acceso no se tenía suficiente dinero para comprar.

## Antecedentes
En 1941 Gran Bretaña mantenía un control total sobre la India, las hambrunas durante el mandato británico eran frecuentes como la Gran Hambruna de 1876-78, la más aguda del siglo XIX se había llevado la vida de 5 000 000 de indios, la enajenación de los recursos naturales por los británicos impedía cualquier reserva. Los británicos instalados en la India eran grandes terratenientes que producían materias primas de exportación, principalmente algodón y lino para la industria textil de Londres. Así se les prohibía a los hindúes sembrar comida para su subsistencia si no acaparaban las cuotas de algodón entregadas cada año. Los campesinos indios eran siervos. Hasta 1948, estaban anclados a un sistema de castas rigurosas. Con la llegada de Churchill al poder los británicos comenzaron una política de producción forzosa y expolio de cereales en Bengala para exportar a Gran Bretaña, lo que dejó sin medios para subsistir a millones de indios y desplazó a miles de personas, atestando las ciudades de Bengala. El precio se duplicó mientras los sueldos se congelaron por 5 años; esto causó que en 1943 murieran 2 millones de personas en la peor hambruna de la india del siglo XX. Mientras la situación se deterioró, el Virrey británico pedía a Londres granos para la gente hambrienta. La respuesta de Churchill fue negativa, ordenando acelerar la política de destrucción de cosechas en Bengala, incrementando el expolio forzoso de cereales en el resto de la India para exportar a Gran Bretaña, descendiendo las cuotas que se le asignaban a la población local y que el grano solo se destinara al frente de la guerra.

## Responsabilidades
Bayly y Harper afirman que, en contraste con la incompetencia de la administración pública, los mandos militares y los militares británicos en general, llevaron a cabo lo mejor que pudieron para combatir el hambre, el suministro de alimentos a los que sufrían y el alivio de la organización. Durante el curso de la hambruna, el gobierno repartió alrededor de 110.000.000 de comidas gratis que resultaron insuficientes para hacer frente al desastre. 
Al día de hoy, es más claro el papel que desempeñó Winston Churchill, el primer ministro británico de la época. En respuesta a una petición urgente del secretario de Estado para la India, Leo Amery y Wavell para que liberara reservas de alimentos para la India, Churchill le envió un telegrama preguntando que, si la comida era tan escasa, por qué Gandhi no había muerto todavía. Durante el mandato de Churchill, Gran Bretaña, dueña de Irak desde el Tratado de Sèvres tras la I Guerra Mundial, ante una rebelión de iraquíes y kurdos había utilizado la privación de alimentos como represalia, junto al gaseado de población civil, que supuso el asesinato de más de 10.000 personas. El mismo Churchill declaró en el Parlamento Británico: “No entiendo este rechazo sobre el uso de las armas químicas. Definitivamente hemos adoptado la posición en la Conferencia de Paz de argumentar a favor de las armas de gas como una forma permanente de la guerra (…) Estoy totalmente a favor del uso de gas venenoso contra tribus incivilizadas [sic].” Por sus declaraciones y actitudes frente a los Indios, muchos historiadores han considerado la complicidad directa de Churchill en la hambruna.[cita requerida]
Inicialmente, durante la hambruna estuvo más preocupado por los civiles de Grecia (que también estaban sufriendo de hambre) que de los bengalíes. Al final, Churchill pidió la ayuda de EE. UU., en carta a Roosevelt, pero la respuesta estadounidense fue negativa.
El Gobierno de Bengala no pudo impedir las exportaciones de arroz, y poco hizo para importar los excedentes de otras partes de la India, o para comprar reservas de los especuladores para redistribuir entre los hambrientos. En general, como demuestra Sen, "Las autoridades no entienden que la hambruna no fue causada por una escasez global de alimentos, y que la distribución de los alimentos no es solo una cuestión de capacidad ferroviaria, sino de proporcionar alivio de la hambruna libre en una escala masiva " El Raj, de hecho, hizo bastante bien en su estimación de la disponibilidad general de alimentos, pero desastrosamente mal en su teoría de hambrunas ". La hambruna terminó cuando el gobierno de Londres acordó importar 1.000.000 de toneladas de grano a Bengala, reduciendo los precios.

## Hambrunas en el subcontinente Indio y democracia
La hambruna de Bengala se puede colocar en el contexto de otras anteriores ocurridas en el Imperio mogol y en la India británica. La hambruna del Deccan de 1630-32 mató a 2 millones de indios. Durante el dominio británico en la India hubo unas 25 grandes hambrunas, que se propagaron a través de estados como el de Tamil Nadu del sur de la India, el de Bihar en el norte y en el de Bengala en el este; en total, entre 10 y 20 millones de indios fueron víctimas de las hambrunas solo en la segunda mitad del siglo XIX.
Aunque la desnutrición y el hambre siguen estando muy extendidas en la India, no ha habido hambrunas importantes desde el fin del dominio británico en 1947 y el establecimiento de un gobierno democrático. Diferente es el caso de Bangladés, que, a diferencia de la India, ha pasado un largo período de su existencia bajo gobiernos militares, donde ha habido hambrunas recurrentes, algunas muy recientes .